# Arnstedt
Arnstedt er en kommune i landkreis Mansfeld-Südharz i den tyske delstat Sachsen-Anhalt. Den ligger cirka 8 km syd for Aschersleben. Arnstedt er en del af Verwaltungsgemeinschaft Wipper-Eine der har administrationsby i Quenstedt.